# ハンタワディ・ユナイテッドFC
ハンタワディ・ユナイテッドFC（ビルマ語:ဟံသာဝတီ ယူနိုက်တက် ဘောလုံး အသင်း、英語:Hanthawaddy United F.C.）は、ミャンマーのバゴーを本拠地とするサッカークラブである。ミャンマー・ナショナルリーグに所属する。

## 獲得タイトル
- MFFカップ:1回
  - 2010年

## 現所属メンバー
以下はMFNに記載されている2022年7月現在の現所属メンバーである。
- 1:GK:フー・ピョー・アウン
- 4:DF:タン・ジン・ウィン
- 5:DF:イェ・イン・アウン
- 6:DF:アウン・モー・トゥエ
- 7:MF:チョー・ミン・タン
- 8:MF:ネー・モー・ナイン
- 9:MF:ミョウ・ザウ・ウー
- 10:MF:テット・リン・リン
- 11:FW:アウン・ミャット・トゥー
- 12:MF:トゥー・ラ・モエ
- 14:MF:ヤン・ナイン・アウン
- 15:DF:シン・タン・アウン
- 16:DF:シュエ・ライン・ウィン（副キャプテン）
- 17:MF:ラー・ディン・モー・ヤー
- 18:MF:ニー・ニー・アウン
- 19:MF:イェ・リン・テット
- 20:GK:コー・コー・ナイン（キャプテン）
- 21:DF:ハン・ウィン・アウン
- 22:MF:ミョウ・トゥラ・クン
- 23:MF:チョー・ジン・ハイン
- 24:DF:ウィン・モー・チョー
- 26:MF:ボー・ボー・ナイン
- 27:FW:ソー・カイ・カイ
- 30:GK:ピエ・ピョ・タウン
- 55:DF:アウン・モー・トゥエ